# Lisos (Kreta)

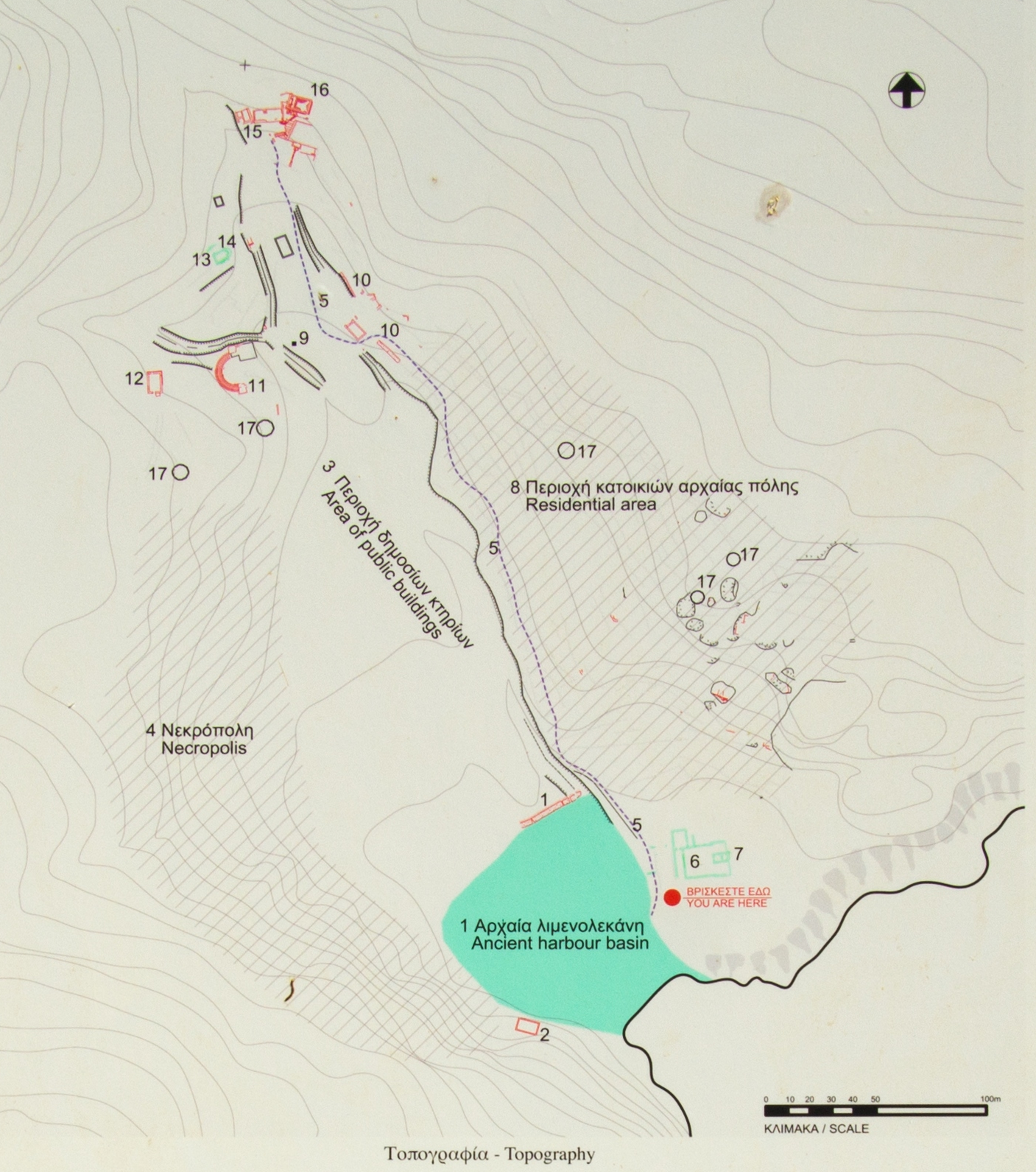
Plan der Ausgrabungsstätte

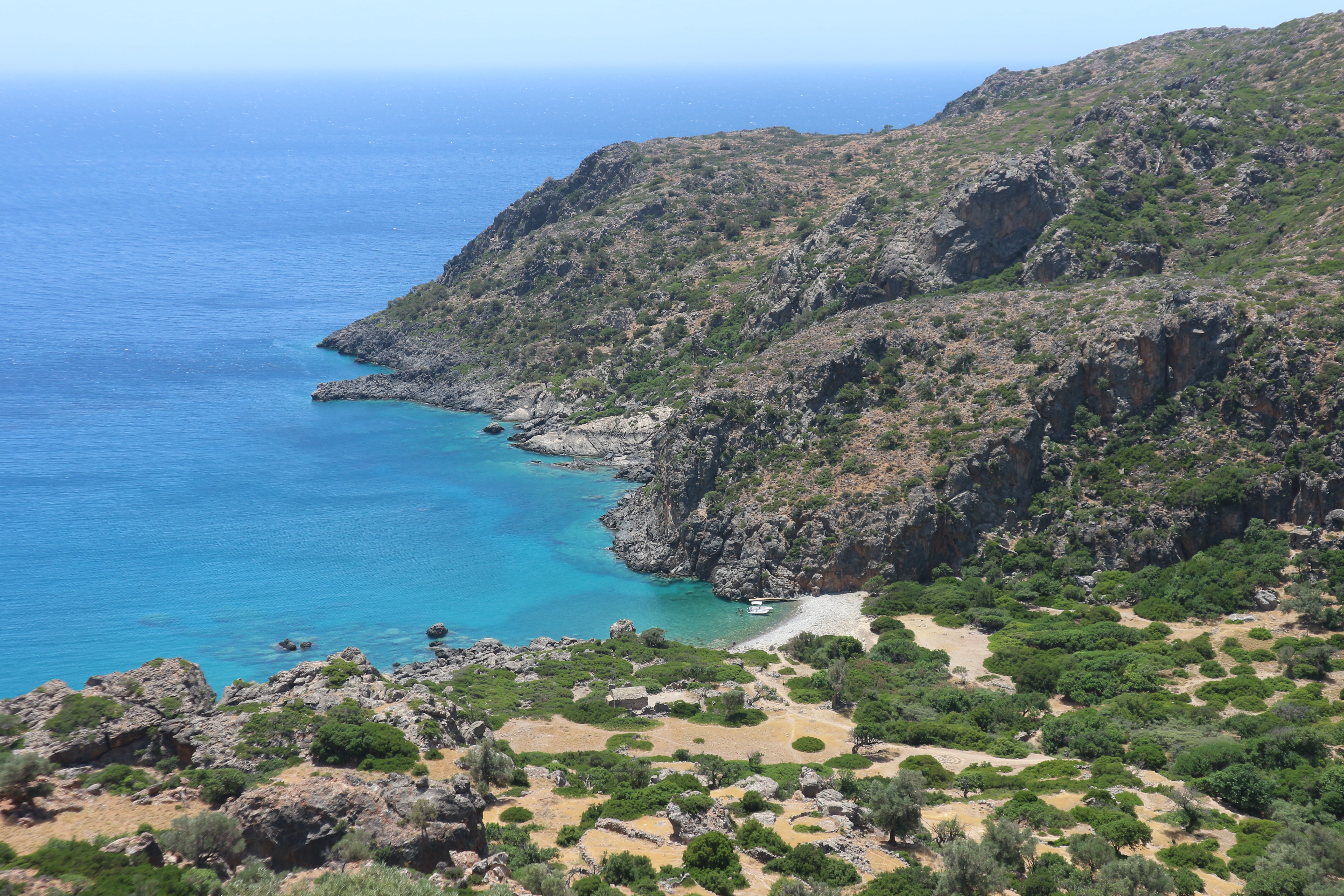
Blick von Osten auf die Bucht von Lisos

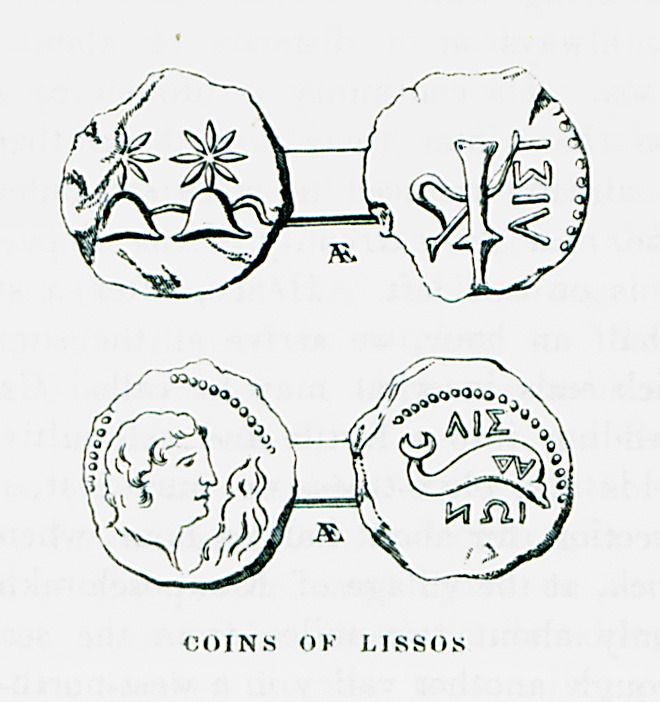
In Lisos geprägte Münzen

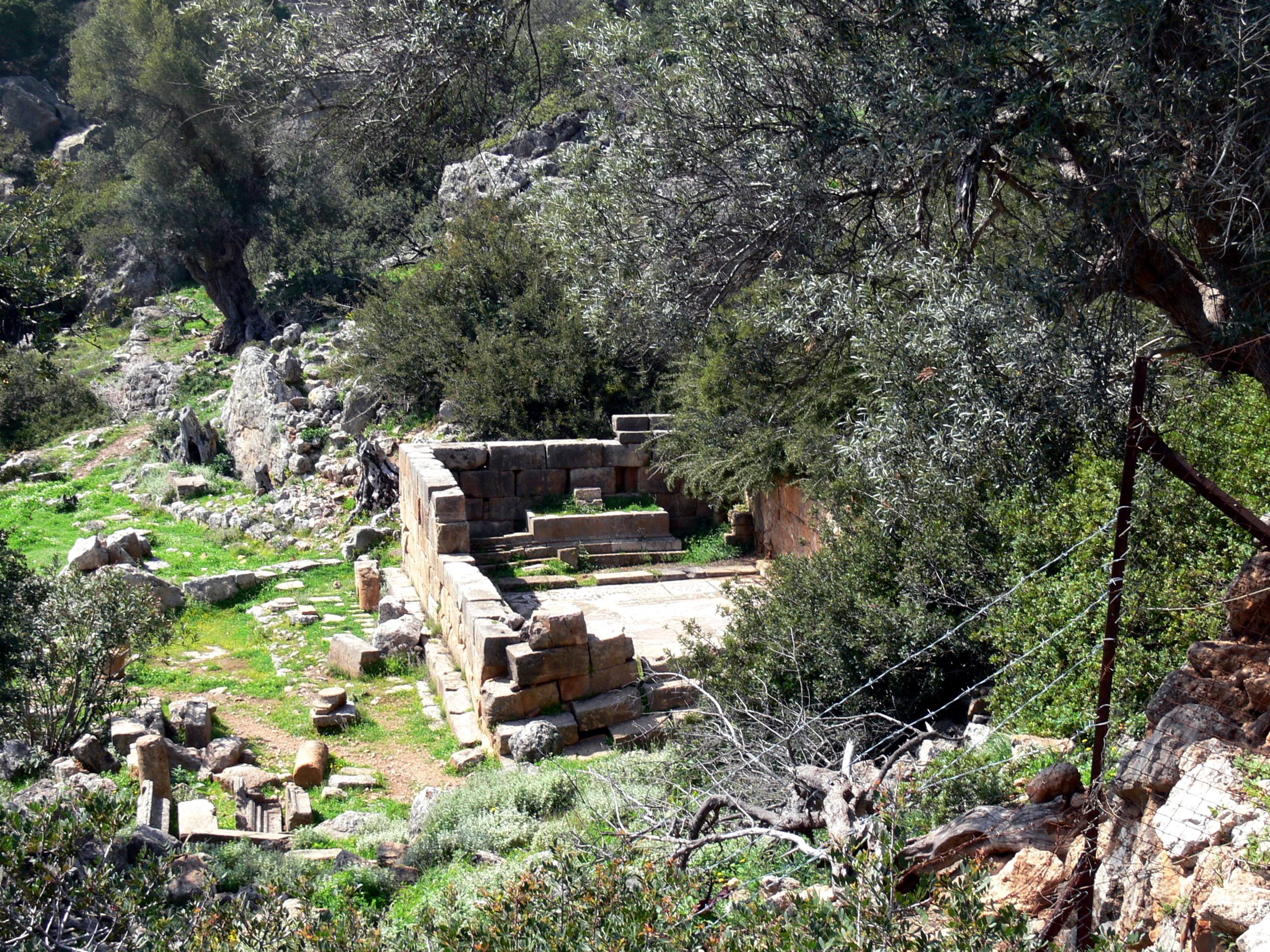
Asklepiostempel

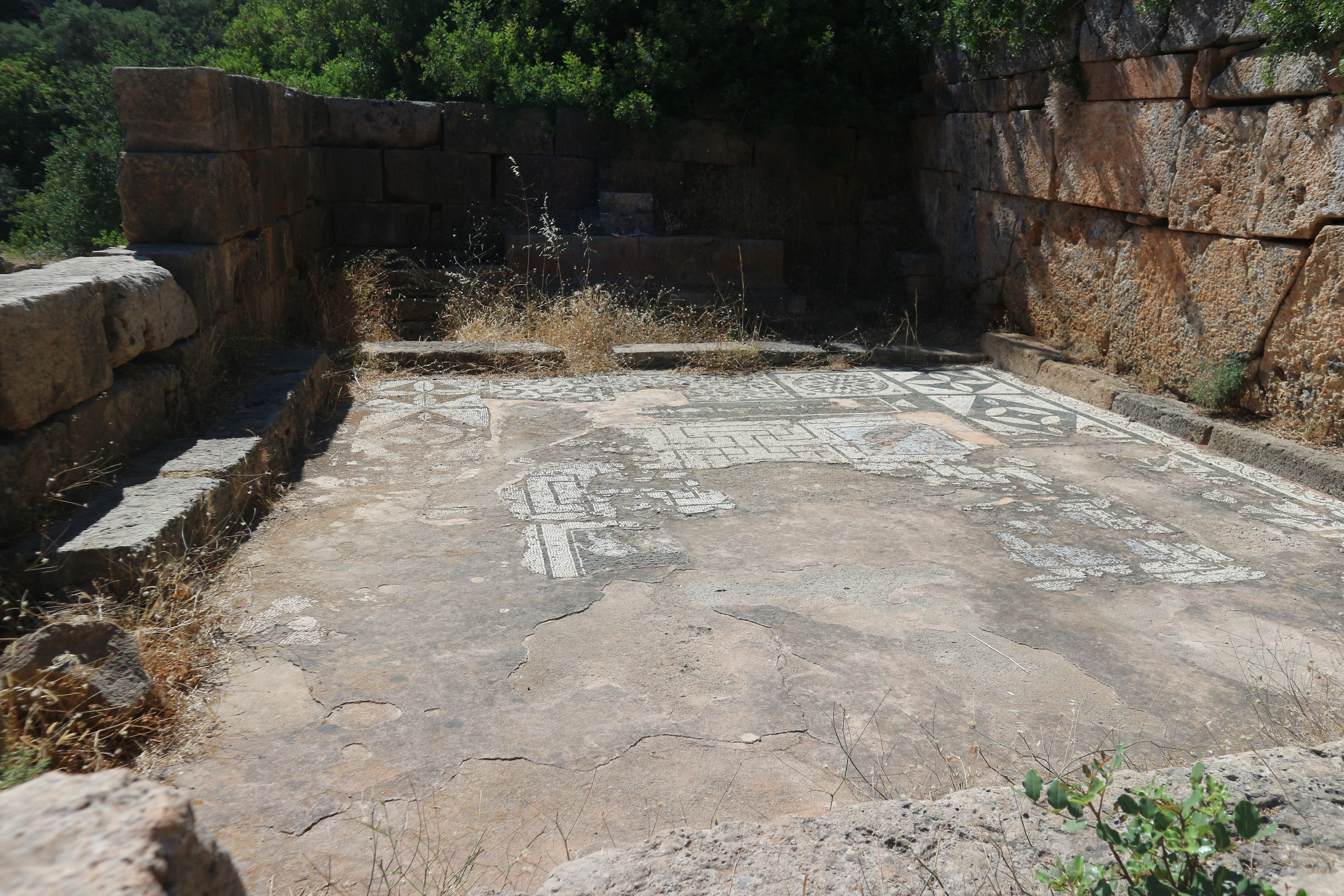
Überreste des Mosaiks im Asklepieion

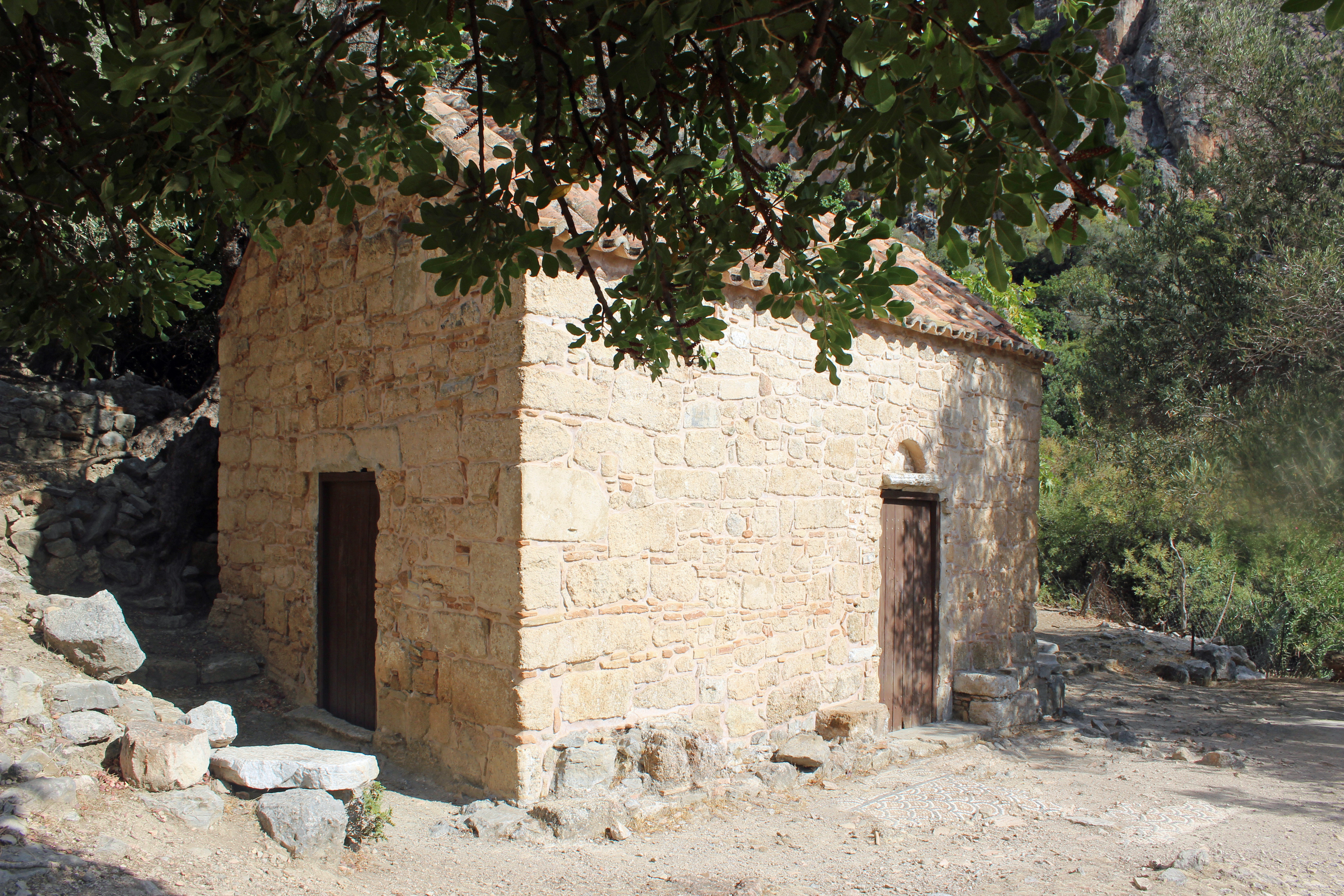
Agios Kirykos-Kirche

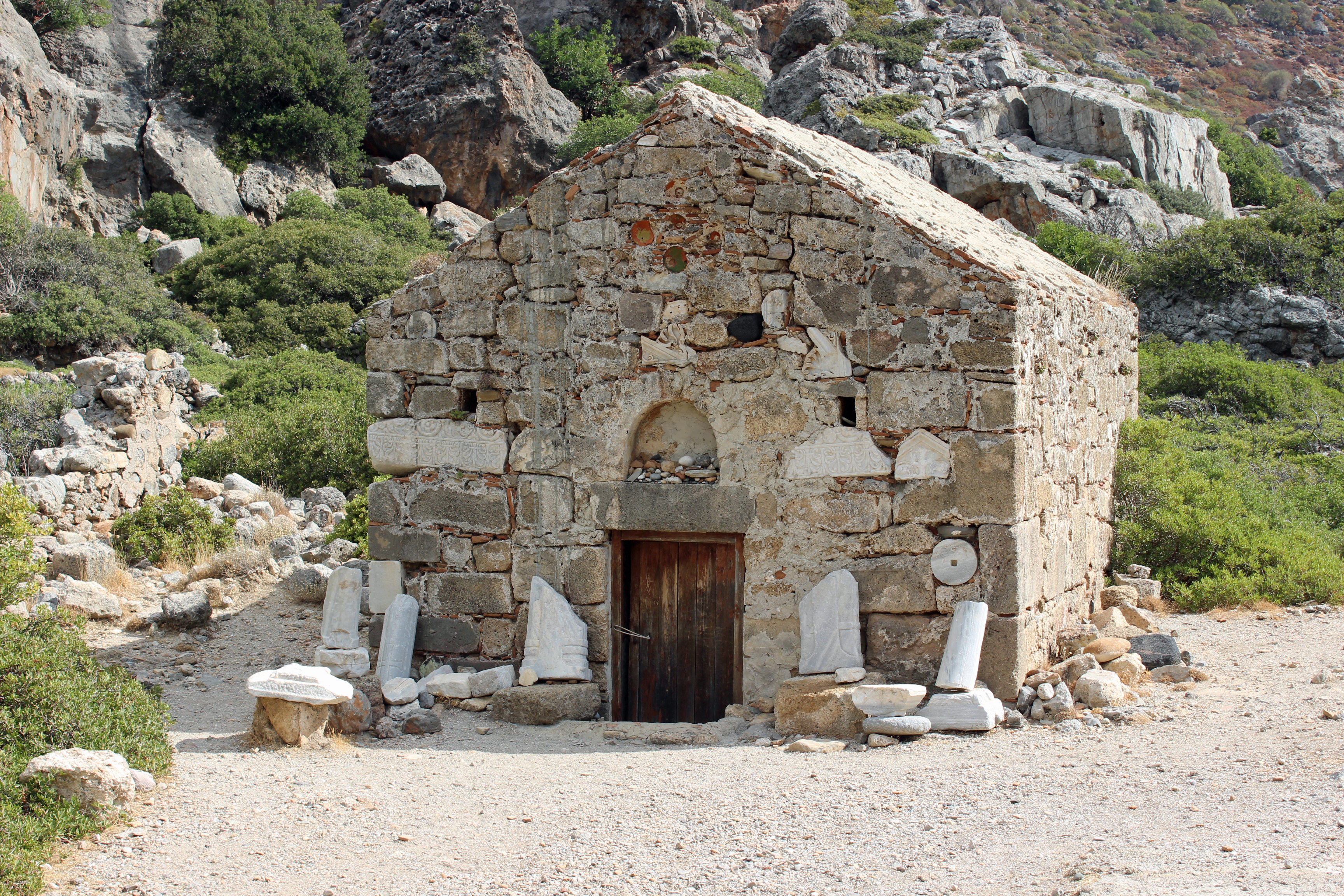
Panagia-Kirche

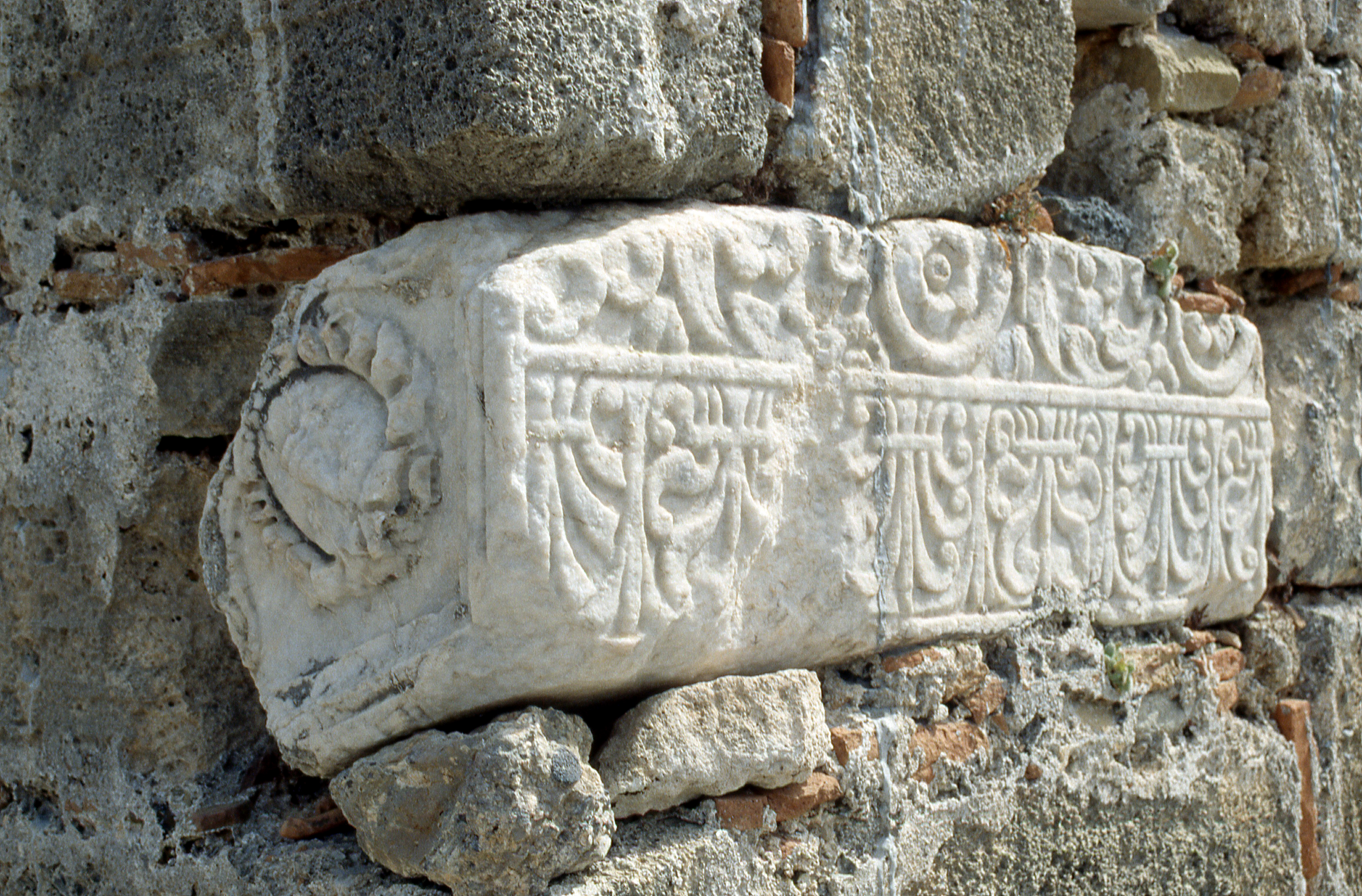
Marmorfragment eines Sarkophagdeckels

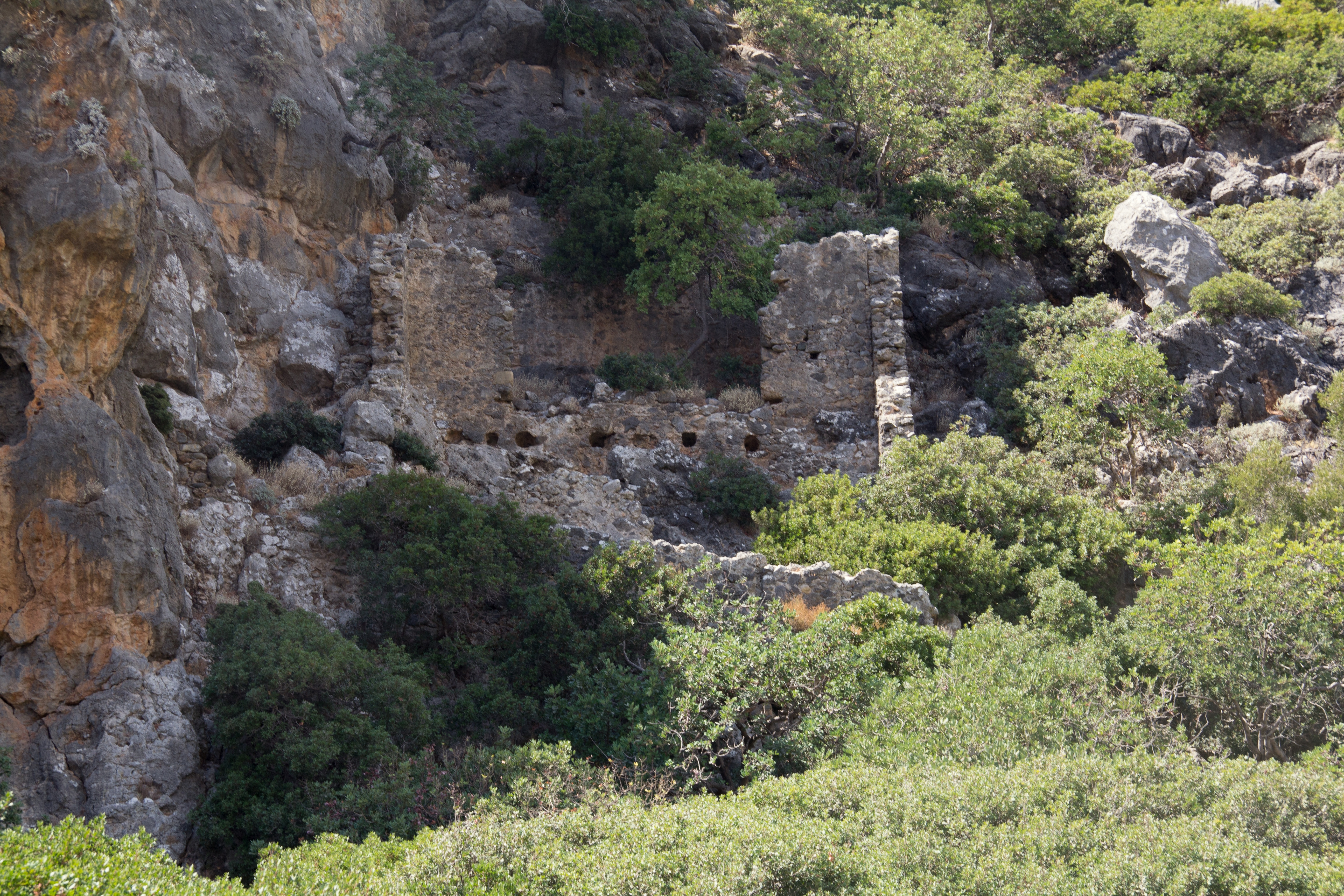
Das sogenannte Zollhaus

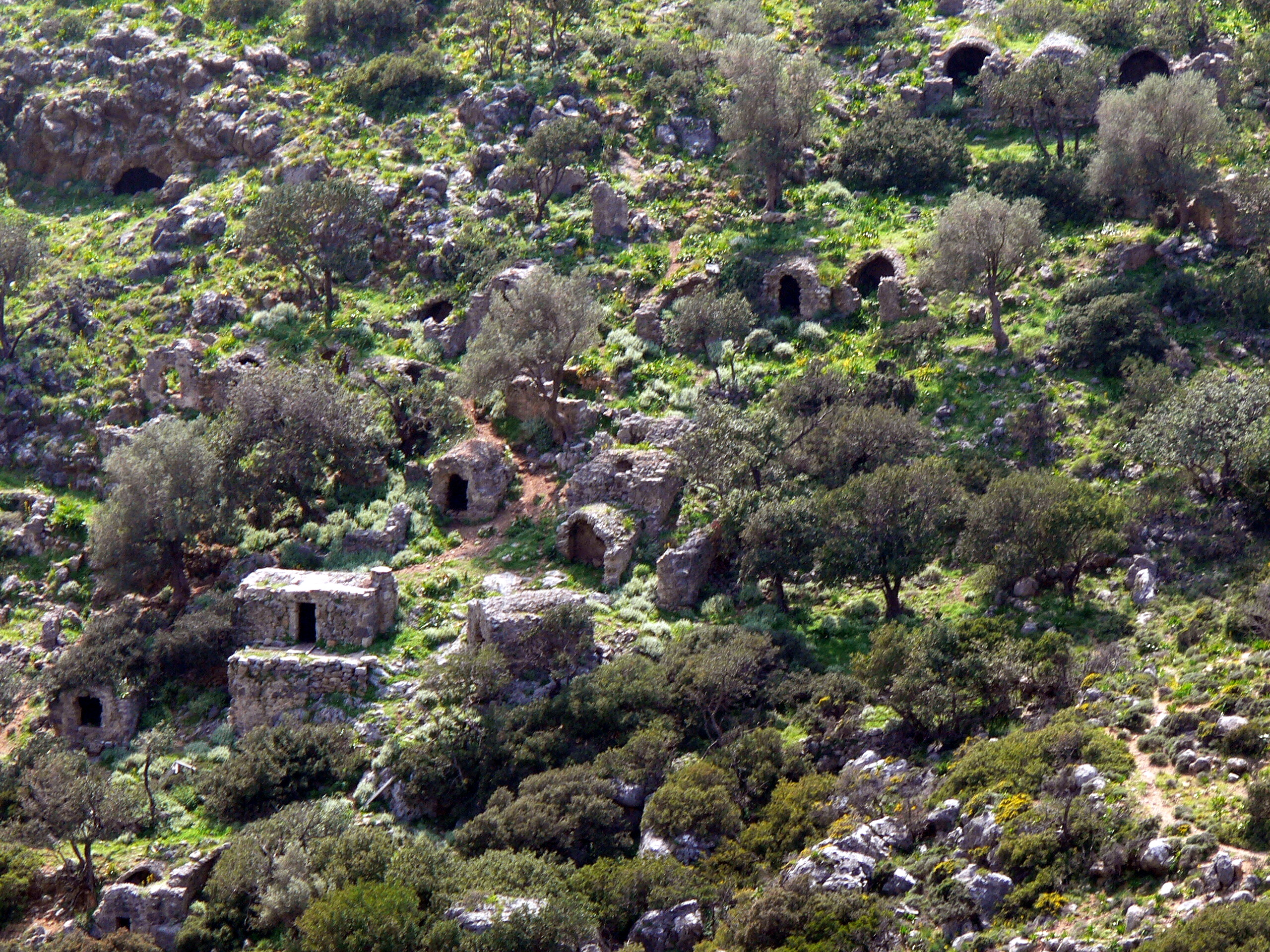
Grabbauten am Westhang

Lisos oder Lissos (altgriechisch Λισός, bei Schriftstellern auch altgriechisch Λισσός, lateinisch Lissus, in der Tabula Peutingeriana Liso) war eine antike Stadt an der Südküste Kretas. Sie lag in der Bucht von Agios Kirykos (Άγιος Κήρυκος) zwischen den heutigen Ortschaften Paleochora im Westen und Sougia im Osten. Der Europäische Fernwanderweg E4 führt an der archäologischen Stätte vorüber.

## Geschichte
Lisos war der Hafen von Hyrtakina. Nach Pseudo-Skylax und Claudius Ptolemäus lag der Ort östlich des Kaps Kriou Metopon auf dem später das Kastel Selino erbaut wurde und westlich von Tarrha. Laut Stadiasmus Maris Magni betrug die Entfernung nach Syia 30 Stadien (etwa 6 km) und nach Calamyden 50 Stadien (etwa 10 km). Hippolyt von Rom gibt in seiner Chronik (um 235) jedoch für die Entfernung Syia Lissos 30 Stadien (etwa 6 km) und von Lissos nach Calamyden 250 Stadien (etwa 50 km). Nach dem Tabula Peutingeriana betrug die Entfernung nach Cantano 16 römische Meilen (etwa 24 km).
Die Stadt wird erst seit dem 3. Jahrhundert in schriftlichen Quellen erwähnt, war nach den archäologischen Resten aber schon seit klassischer Zeit besiedelt. Da der Name vorgriechischen Ursprungs ist wurde vermutet, dass die Stadt bereits im 7. oder 6. Jahrhundert v. Chr. gegründet wurde. Bei Ausgrabungen fand man aber auch Scherben aus minoischer Zeit. Im 4. Jahrhundert v. Chr. scheint Lisos unabhängig gewesen zu sein, da es eigene Münzen prägte. Die Münzen zeigen auf der einen Seite die Mützen und Sterne der Dioskuren und auf der anderen Seite Köcher und Pfeile. Eine andere Münze trägt auf der Vorderseite einen Frauenkopf, vermutlich der Göttin Diktynna und auf der Rückseite einen Delfin.
Ab etwa 300 v. Chr. war Lisos Mitglied eines Bündnisses mit den Nachbarstädten Tarrha, Poikilasion, Elyros, Hyrtakina, Syia und weiteren kleineren Städten. Wahrscheinlich stand das Bundesheiligtum, das der Diktynna geweiht war, in Lissos. Das Bündnis, das sich „Oreioi“ (altgriechisch Ὀρειοι = Bergbewohner) nannte, prägte gemeinsam Münzen mit der Münzlegende „ΟΡ“. Zwischen 279 und 274 v. Chr. unterzeichnete man ein Bündnis mit Magas, dem König von Kyrene. Als Magas auch ein Bündnis mit Gortyn einging, schlossen auch die Oreioi mit diesen ein Bündnis. 221/220 v. Chr. standen die Oreioi in einer Koalition mit Knossos und Gortyn, als es jedoch zu Spannungen mit Lyktos kam wechselte man die Seite und kämpfte im Lyktischen Krieg (221–219 v. Chr.) an der Seite Lyktos gegen Knossos. Das Bündnis wurde um 200 v. Chr. aufgelöst.
In römischer Zeit war Lissos ein beliebtes Heilbad. In christlicher Zeit war die Stadt Bischofssitz in der Metropole Gortyn in der Eparchie Kreta. Als benachbarte Diözesen nennt Hierokles Elyros und Phoinix. Im 5. oder 6. Jahrhundert wurden zwei Basiliken in Lissos errichtet. Vermutlich noch bis zur Eroberung Kretas durch muslimische Invasoren im 9. Jahrhundert n. Chr. war Lisos Bischofssitz. Cristoforo Buondelmonti nennt Lisos unter den hundert Städten Kretas.

## Erforschung
Bereits 1833 besuchte Robert Pashley das Tal von Agios Kirykos. Er ordnete die antiken Reste korrekt der antiken Stadt Lisos zu. Thomas Abel Brimage Spratt, der 1852 die Südwestküste Kretas erforschte stellte fest, dass sich das Land seit der Antike um etwa 6,70 m angehoben hatte. 1853–1855 bereiste Conrad Bursian Griechenland und beschrieb auch Lisos. John Linton Myres entdeckte 1893 eine Inschrift bei den Gräbern am Westhang. Gaetano De Sanctis, der Kreta zwischen 1896 und 1899 bereiste, entdeckte eine weitere Inschrift. Gaspare Oliviero ließ zwischen 1913 und 1914 vier Inschriften ins Museum in Chania bringen. Hierbei handelte es sich um die Vertragsinschrift zwischen den Oreioi und Megas von Kyrene und eine weitere Inschrift, die in die Mauer der Agios Kirykos-Kirche verbaut waren. Außerdem noch eine Inschrift, die in der Nähe der Kirche gefunden wurde und eine weiter, die inzwischen in das Haus des Arist. Skataki in Prodromi gebracht worden war. Im November 1957 erhielt der griechische Archäologe Nikolaos Platon die Nachricht, dass in Lisos illegale Grabungen durchgeführt würden. Bauern hatten auf der Suche nach einer Quelle zahlreiche Statuen gefunden. Platon begab sich sofort nach Lisos und legte von 1957 bis 1961 den Asklepiostempel frei. In den Jahren 2022/2023 wurde das Theater ausgegraben.

## Zugang und Beschreibung
Die Bucht von Agios Kirykos ist nur über das Meer oder über Wanderwege erreichbar. Im Sommerhalbjahr kann man Bootstouren von Paleochora und Sougia buchen. Zu Fuß benötigt man von Sougia aus etwa eineinhalb Stunden, von Paleochora gut drei Stunden. Es haben sich Reste eines Asklepieions mit Mosaiken, eines Aquäduktes und römischer Thermen erhalten. Außerdem wurden ein Theater und die Überreste frühchristlicher Basiliken entdeckt.
Über den Wanderweg von Sougia kommend erreicht man zunächst im nördlichen Taleinschnitt die Ruinen des Asklepios-Heiligtums. Südlich des Heiligtums fand man unterhalb einer polygonalen Stützmauer einen Brunnen. Hinter dem Brunnen stieg eine achtstufige etwa 1,40 m breite Treppe von West nach Ost auf die Terrasse, die von der Stützmauer getragen wurde. Von hier stieg eine breite Treppe von Süd nach Nord zur Tempelterrasse. Der Tempels des Asklepios, der etwa 430 m vom Ufer entfernt stand, war ein rechteckiger Bau von etwa 6,50 × 11 m aus dem 3. Jahrhundert v. Chr. Er wurde aus Porosblöcken in Dorischer Ordnung errichtet. In der Nähe des Baus liegen zahlreiche Fragmente des Gebälks, der Triglyphen und der unverzierten Metopen verstreut. An den Tempelwänden im Südosten waren einige offizielle Inschriften aus dem 2. und 1. Jahrhundert v. Chr. angebracht. Zu seinem Eingang im Osten führte eine dreistufige Treppe. Da der Tempel über keinen Pronaos verfügte gelangte man nach durchschreiten des Eingangs direkt in die Cella. Der Mosaikfußboden im Innern des Tempels misst etwa 5 × 6 m und wurde bei der Umgestaltung des Tempels in römischer Zeit (vermutlich im 1. Jahrhundert) angelegt. An den Wänden gab es einen umlaufenden Sockel, der vermutlich den einstigen Fußboden trug. Im hinteren Teil existiert noch der Sockel auf dem die Kultstatue des Asklepios stand. Links des Sockels fand man eine eingetiefte Mulde, die wahrscheinlich zur Darbringung von Trankopfern diente. Der Tempel wurde durch einen von der dahinter liegenden Felswand herabfallenden Felsbrocken zerstört. Dies ereignete sich wahrscheinlich bei dem schweren Erdbeben am 21. Juli 365. Dies erwies sich als glücklicher Umstand, denn unter dem Schutt des Gebäudes fand man Bruchstücke von 40 Statuen. Darunter befand sich auch die Kultstatuen des Asklepios und der Hygeia, die heute im Archäologischen Museum von Chania sugestellt sind. Unter dem Tempel entspringt noch heute die heilige Quelle, die zu einem mit hydraulischem Mörtel ausgekleideten Sammelbecken im Westen geleitet wurde. Westlich des Tempels befinden sich die Grundmauern von Priesterwohnungen und Unterkünfte für Pilger.
Etwa 75 m südwestlich des Tempels steht die spätbyzantinische Kirche Agios Kirykos aus dem 14. Jahrhundert. Sie wurde auf den Ruinen einer frühbyzantinischen, dreischiffigen Basilika aus dem 6. Jahrhundert errichtet. Im Süden, vor dem Seiteneingang zur Kirche sieht man noch Reste des Mosaikfußbodens der Basilika. Die einschiffige Kirche mit Spitzbogengewölbe und einem Gurtbogen misst etwa 6,50 × 4,50 m und hat eine halbrunde Apsis im Osten. Sie ist mit gut erhaltenen Fresken ausgemalt. Die rechte Ikone an der blauen Ikonostase zeigt den heiligen Kirykos und seine Mutter Joulitta vor Alexander, dem Statthalter von Tarsus. In die Mauern der Kirche wurde die Vertragsinschrift mit Megas von Kyrene verbaut. Da in diesem Text auch die Göttin Diktynna erwähnt wurde, wurde vermutet, dass an dieser Stelle auch einst das Diktynnaion stand.
Etwa 45 m südlich der Kirche fand man das antike Theater aus dem ersten Jahrhundert. Es war mit einem Durchmesser von 23,40 m und 14 Sitzreihen relativ klein. Die Sitzreihen ruhten auf einem Unterbau unter dem ein Gewölbegang verlief. Es gab eine rechteckige Bühne. Das Gebäude war Teil eines ganzen Theaterkomplex. Wegen seiner geringen Größe geht man davon aus, dass es sich eher um ein Odeon oder ein Bouleuterion handelte. Der nördliche Teil des Theaters wurde durch vom Berg herabströmende Wassermassen, vermutlich infolge des Erdbebens von 365, stark beschädigt. Etwa 30 m westlich steht das am besten erhaltene Gebäude aus griechisch-römischer Zeit, der sogenannte „Turm“. Etwa 30 m östlich steht das Haus des Wärters der archäologischen Stätte und etwa 20 m weiter findet man die Grundmauern von Thermen. Etwa 10 m südlich und 40 m südwestlich findet man zwei Tennen aus der Neuzeit. Südlich der Thermen erstreckte sich die Siedlung von Lissos.
Etwa 300 m südöstlich des Theaters und etwa 50 m von der Küste entfernt steht die einschiffige Panagia-Kirche. Auch sie wurde auf den Ruinen einer dreischiffigen, frühbyzantinischen Basilika errichtet. Mauern der Basilika sind noch teilweise erhalten. In ihre Mauern der Kirche wurden viele Architekturfragmente des Vorgängerbaus verbaut, aber auch griechisch-römische Spolien wurden verwendet. So wurde zum Beispiel in der nordwestlichen Ecke der Deckel eines Sarkophags mit Medusenhaupt verbaut. Ungewöhnlich ist die rechteckige Apsis im Osten. Über dem Eingang wurde fünf Tonschalen kreuzförmig angeordnet in die Wand gemauert. Das Bodenniveau der Kirche liegt etwa einen halben Meter tiefer als das Geländeniveau. Auch diese Kirche hat ein Spitzbogengewölbe und ein Gurtbogen und misst etwa 6,50 × 4,50 m.
Etwa 25 m westlich der Kirche erstreckte sich das antike Hafenbecken. Etwa 90 m vom Strand entfernt findet man Teile ein 25 m langes und 1,50 m breites Stück des Piers. Infolge mehrerer schwerer Erdbeben wurde die Küste um 6,70 m angehoben und so fiel das Hafenbecken trocken. Am Hang gegenüber der Panagia-Kirche steht die Ruine eines zweistöckigen Hauses aus griechisch-römischer Zeit, das sogenannte „Zollhaus“.
Der Friedhof von Lissos erstreckte sich an dem Westhang südlich des Theaters bis zum Zollhaus. Hier fand man 118 Grabhäuser. Es handelt sich um gemauerte Grabbauten mit Tonnengewölbe mit rechteckig Grundriss von meist etwa 1,5 × 2 m. Oft verfügen sie über ein Arkosolium. Drei Gräber sind zweistöckig und mindestens vier haben einen Vorrauf mit umlaufender Sitzbank.